# Coenobita brevimanus
Espèce
Synonymes
- Cenobita clypeata var. brevimanus Dana, 1852[1]
- Coenobita clypeatus var. puerto-galera Yap-Chiongco, 1938[1]
- Coenobita hilgendorfi Terao, 1913[1]

Coenobita brevimanus est une espèce de bernard l'hermites terrestres qui vit sur les côtes de l'Afrique de l'est à l'océan Pacifique.

## Description
La couleur de Coenobita brevimanus varie du violet-rouge au violet sombre.

## Alimentation
Coenobita brevimanus est omnivore et détritivore. Néanmoins, il risque une carence en calcium s'il ne parvient pas à trouver des aliments qui sont nécessaires à son développement. Une telle carence peut causer des problèmes pour la reconstitution de l'exosquelette après la mue.

## Habitat et répartition
L'espèce est présente en Afrique de l'Est, dans les îles du Pacifique Sud, sur les îles Ryukyu au Japon, la Chine orientale et Taïwan. Coenobita brevimanus vit principalement dans les forêts tropicales humides, il peut s'éloigner très loin des côtes.

## Coenobita brevimanuset l'homme
Il est considéré comme faisant partie des nouveaux animaux de compagnie.